# Oostenrijk op het Eurovisiesongfestival 1957
Oostenrijk nam deel aan het Eurovisiesongfestival 1957, gehouden in Frankfurt, Duitsland het was de 1ste deelname van het land.

## Selectieprocedure
Bob Martin was intern geselecteerd door Oostenrijkse omroep om zijn land te vertegenwoordigen. Het lied Wohin, kleines Pony? was speciaal voor het festival geschreven Het lied was geschreven door Kurt Svab en Hans Werner . Het was een typisch schlager liedje met een cowboy thema.
Dit was het debuut van Oostenrijk op het Songfestival, heel veel geluk hadden ze niet, ze werden laatste met 3 punten.
België · Denemarken · Duitsland · Frankrijk · Italië · Luxemburg · Nederland · Oostenrijk · Verenigd Koninkrijk · Zwitserland
1957 · 1958 · 1959 · 1960 · 1961 · 1962 · 1963 · 1964 · 1965 · 1966 · 1967 · 1968 · 1969-1970 · 1971 · 1972 · 1973-1975 · 1976 · 1977 · 1978 · 1979 · 1980 · 1981 · 1982 · 1983 · 1984 · 1985 · 1986 · 1987 · 1988 · 1989 · 1990 · 1991 · 1992 · 1993 · 1994 · 1995 · 1996 · 1997 · 1998 · 1999 · 2000 · 2001 · 2002 · 2003 · 2004 · 2005 · 2006 · 2007 · 2008-2010 · 2011 · 2012 · 2013 · 2014 · 2015 · 2016 · 2017 · 2018 · 2019 · 2020 · 2021 · 2022 · 2023 · 2024 · 2025